# Vetési pátens
A vetési pátens (a korabeli latin szaknyelvben a latin patens jelentése: parancs, törvényerejű rendelet, elöljárói engedélyirat, nyíltparancs, nyílt levél volt) a Rákóczi-szabadságharc során 1703. augusztus 29-én közzétett rendelet volt. A szatmári várat ostromló vetési kuruc táborban megfogalmazott pátens mentesítette a kuruc seregben harcoló jobbágyokat és azok családtagjait minden közteher és földesúri szolgáltatás alól. A nemesek elégedetlensége nyomán szeptember 27-én módosított pátens már csak a harcoló jobbágyokra vonatkozott, a családtagokra nem. Így a vetési pátensek kompromisszuma lehetővé tette a jobbágyok és nemesek közös harcát. Magyarul a felkelésben résztvevő emberek családjai mentesültek az adófizetések alól.